# Серумска болест
Серумска болест је системска имунопатолошка реакција преосетљивости типа три  на увођење парентералних страних протеина, серума животиња.  Реакције на непротеинске лекове су клинички сличне реакцијама код серумске болести  (нпр након примен пеницилина, нестероидних антиинфламаторни лекова (НСАИД) Ове реакције се обично јављају 1 до 3 недеље након излагања леку, али се могу јавити већ 1 до 24 сата након тога. Убрзане реакције су посредоване Т-ћелијама, иако се ИгЕ механизам не може увек искључити.
Серумска болест која се јавља код 5-10% пацијената може се  појавити  код особа које су ињектиране страним серумом, након поновљеног и примарног увођења страног серума.  
Створен у телу  странабеланчевина кружи у крви,  и узрокује синтезу антитела уз накнадно формирање имуних комплекса, депозиције на ткивима са бројним оштећивањима и ослобађањем биолошки активних супстанци.
Повлачење узрочника је главни ослонац лечења серумске болести. Антиинфламаторни лекови и антихистаминици пружају симптоматско олакшање. Тешки случајеви (захваћеност више система са значајним симптомима) могу захтевати лечење 7 до 10  дана кортикостероидима (0,5-2 mg/kg). У неким случајевима, плазмафереза може ублажити серумску болест.

## Историја
Историјски гледано, термин серумска болест означава самоограничени синдром узрокован таложењем имуних комплекса који је резултат излагања страним протеинима или хаптенима. 
Von Pirquet и Schick  први су описали синдром 1905. године, као грозницу са кожним ерупцијама (углавном које се састоје од уртикарије), боловима у зглобовима и лимфаденопатијом у регијама које дренирају место ињекције након што су пацијентима дали антитоксин у облику коњског серума.
Касније су лекари пријавили сличну клиничку слику након ињекције других антитоксина и антивенина на добијених од коња.
Идентификовање серумске болести временом сепоказало као значајно откриће у разумевању болести имунолошког комплекса.

## Епидемиологија
Годишња инциденција серумске болести се смањује како се примена страних антигена у медицинској терапији радефинисана. Вероватноћа развоја серумске болести зависи од дозе. У једној студији, 10% пацијената који су примили 10 ml антитоксина тетануса развило је серумску болест, док је примена 80 ml или више изазвала болест код скоро свих пацијената.
Вероватноћа такође варира у зависности од типа антигена. Антирабични серум је повезан са већом вероватноћом (16,3%) серумске болести од антитоксина тетануса (2,5%-5%).  Стопа реакција налик серумској болести по типу цефаклора која је пријављена код деце у Сједињеним Америчјим Државама је 0,2%.
У једној студији, серумска болест је била чешћа код пацијената старијих од 15 година којима је даван антирабични серум.
Болест слична серумској болести повезана са антибиотиком се, међутим, чешће описује код деце млађе од 5 година.
У проспективној кохортној студији спроведеној са 109 пацијената који су примили змијски противотров у Аустралији, серумска болест се јавила код 29% пацијената.

## Етиологија
Тренутно, најчешћи узрок серумске и сличне серумске болести је реакција преосетљивости на лекове и вакцине који укључују: антитоксине, антивенине,  хормоне других врста, стрептокиназе, вакцине.
Утврђено је да поликлонска и моноклонска антитела припремљена од серума коња, зеца или миша (нпр  антитимоцитни глобулин, ОКТ-3) изазивају серумску болест.
| Антибиотици и други антимикробни лекови | Остали лекови повезани са серумском болешћу |
| --- | --- |
| - Цефалоспорини - Ципрофлокацин - Грисеофулвин - Линкомицин - Метронидазоле - Пара-аминосалицилна киселина - Пеницилини - Стрептомицин - Сулфонамиди - Тетрациклини | - Аллопуринол - Барбитурати - Бупропион - Каптоприл - Карбамазепин - Флуоксетин - Златне соли - Халотан - Хидантоини (нпр. фенитоин) - Хидралазине - Индометацин - Јодиди - Гвожђе декстран - Метимазол - Метилдопа - Мирабегрон - Пенициламин - Прокаинамид - Прокарбазин - Пропранолол - Тиоурацил |

Пријављено је да моноклонална антитела изазивају синдром сличан серумској болести. Ово укључује инфликсимаб, који се користи за лечење поремећаја укључујући реуматоидни артритис, псоријатични артритис, Кронову болест, улцерозни колитис и акилозни спондилитис; омализумаб, који се користи за лечење астме повезане са алергијом и хроничне идиопатске уртикарије; и ритуксимаб, који се користи за лечење различитих реуматолошких и неопластичних поремећаја.
Пријављен је могући случај серумске болести након треће инфузије окрелизумаба за лечење релапсно-ремитентне мултипле склерозе (МС).   Иако пацијент у овом случају није имао класичну презентацију грознице, осипа и артралгије, серумска болест није могла бити искључена; коментар случаја препоручује разматрање серумске болести код пацијената са одложеним реакцијама преосетљивости на анти-ЦД20 моноклоналне терапије.
Убоди инсеката из реда Хименоптера (нпр. пчеле, осе), комарци и уједи крпеља могу изазвати серумску болест.
Инфективне болести које укључују циркулишуће имуне комплексе (нпр. хепатитис Б, инфективни ендокардитис) могу изазвати реакције сличне серумској болести. Ова стања су често повезана са циркулишућим криоглобулинима.

## Патогенеза
Серумска болест је пример типа три, или болести преосетљивости посредоване имунолошким комплексом. Величина молекула, пуњење, структура, количина и валенција укљученог антигена утичу на тип формираних имунолошких комплекса.
За механизам развоја серумскe болести од главног је значаја пролонгирана циркулација страног протеина у крви, формирање секундарних антигена и отпорнијег  комплекса (уз обавезно учешће комплемента), таложења циркулишућих имуних комплекса у ткивима са оштећењем њима (тип 3 реакције преосетљивости, алергијске реакције, типа разваја феномен Артија). 
Период инкубације болести је 1-2 недеље. У другим случајевима, када се карактеристична клиничка слика развија брже (у првих 1-5 дана након наношења серум), главну улогу у патогенези могу одиграти сензибилизација коже антителима (Реагин - ИгЕ) и алергијске реакције по типу анафилаксе.
Зашто се болест имунолошког комплекса јавља под одређеним околностима није познато. Могући фактори могу укључивати висок ниво имуних комплекса и релативни недостатак неких компоненти комплемента што доводи до смањене способности елиминације имуних комплекса.
Не изазивају имуни одговор све супстанце које имуни систем препознаје као стране. Антиген мора бити карактеристичне величине или имати специфичне антигене детерминанте и физиолошка својства да би био ефикасан стимулатор имуног система.
Након што се уведе одговарајући антиген, имуни систем појединца реагује синтетисањем антитела након 4-10 дана. Антитело реагује са антигеном, формирајући растворљиве циркулишуће имуне комплексе који могу да дифундују у васкуларне зидове, где могу да иницирају фиксацију и активацију комплемента.
Имуни комплекси који садрже комплемент стварају прилив полиморфонуклеарних леукоцита у зид крвних судова, где се ослобађају протеолитички ензими који могу посредовати у оштећењу ткива. Таложење имунолошког комплекса и накнадни инфламаторни одговор су одговорни за широко распрострањене васкулитичке лезије које се виде у серумској болести.

## Клиничка слика
Серумска болест се развија 1-3 недеље након иницијалне примене узрочника (у многим случајевима лека), али се може јавити у року од 12-36 сати код особа које су претходно биле сензибилизоване услед претходног излагања истој супстанци.
| Симптоми                                  | Учесталост симптома |
| ----------------------------------------- | ------------------- |
| Грозница/слабост                          | ~100%               |
| Кожне ерупције                            | 93%                 |
| Артралгије (болови у зглобовима)          | 77%                 |
| Гастроинтестиналне (ГИ) тегобе            | 67%                 |
| Главобоље                                 | 57%                 |
| Мијалгије (болови у мишићима)             | 37%                 |
| Замагљен вид                              | 37%                 |
| Диспнеја/пискање у грудима                | 20%                 |
| Лимфаденопатија (отицање лимфних чворова) | 17%                 |

Специфични ГИ симптоми могу укључивати бол у стомаку, мучнину, повраћање или дијареју.
Бол у грудима или недостатак даха због плеуритиса, перикардитиса или миокардитиса је могућ, али се ретко јавља.
Како се клиничка слика карактеристише грозницом, осипом и болова у зглобовима, која се могу уочити код бројних инфективних и аутоимуних болести, обавезна је консултација са алергологом или реуматологом.

## Дијагноза
Грозница се развија код скоро свих пацијената са серумском болешћу, која претходи кожном осипу у 10-20% случајева. Грозницу карактеришу високи скокови који се нормализују у току истог дана.
Већина осипа повезаних са серумском болешћу је уртикарија (92%) и/или серпигиноза.  Обично почињу на предњем доњем делу трупа или периумбиликалним или аксиларним регионима и шире се на леђа, горњи део трупа и екстремитете.  У екстремитетима, ерупције се јављају на споју палмарне или плантарне коже са дорзолатералном површином шака, стопала, прстију на рукама и ногама.
Морбилиформни или скарлатиниформни осип, палпабилна пурпура, еритем  симплекс или мултиформни еритем ређе се јављају. На местима убризгавања могући су свраб и еритем. Едем може бити ограничен на место ињекције, али се може приметити и на лицу.
Лимфаденопатија (10-20%) може бити генерализована или може укључити осетљивост у чворовима који дренирају место ињекције. Може доћи до и до појаве спленомегалије.
Артритис (у 10%-50% случајева) је обично у метакарпофалангеалним и коленским зглобовима и обично је симетричан. Повремено, мали зглобови, зглобови кичме и темпоромандибуларни зглоб могу бити упаљени. Може се јавити и мијалгија или миозитис.
Може доћи до едема, посебно око лица и врата.
Манифестације од стране бубрега укључују протеинурију, микроскопску хематурију и олигурију; међутим, значајнија болест бубрега обично не настаје.
Кардиоваскуларни налази могу укључивати инфламацију миокарда и перикарда, док се генерализовани васкулитис јавља ретко.
Неуролошке манифестације укључују следеће знаке и симптоме:
- периферна неуропатија
- Ннеуритис брахијалног плексуса
- оптички неуритис
- парализе кранијалних нерва
- енцефаломијелитис (ретко)

Плућне манифестације, као што је плеуритис, су ретке. Међутим, диспнеја и цијаноза нису неуобичајени симптоми.

## Диференцијална дијагноза

### Дијагнозе у разматрању
Дијагнозе у разматрању које треба узети у обзир у диференцијалној дијагнози серумске болести укључују следеће:
- Дерматитис херпетиформис
- Хенох-Шонлејова пурпура (ИгА васкулитис)
- Микроскопски полиангиитис
- Нефритис

### Диференцијалне дијагнозе
- Криоглобулинемија
- Непосредне реакције преосетљивости
- Епштајн-Бар вирус (ЕБВ) инфективна мононуклеоза (моно)
- Инфективни ендокардитис
- Кавасакије болест
- Леукоцитокластични васкулитис
- Постстрептококни гломерулонефритис
- Болест српастих ћелија
- Системски еритематозни лупус (СЛЕ)
- Вирусни хепатитис

## Терапија
Повлачење узрочника је главни ослонац лечења серумске болести. Циљ терапије је лечење клиничког синдрома који настаје услед дејства растворљивих циркулишућих имунолошких комплекса који се формирају у условима вишка антигена. Ови имуни комплекси могу настати од примене хетерологних антисерума или лекова за које се зна да изазивају серумску болест.
Нестероидни антиинфламаторни лекови и антихистаминици пружају симптоматско олакшање. Ови агенси имају аналгетичко, антиинфламаторно и антипиретичко дејство. Њихов механизам деловања није познат, али могу инхибирати активност циклооксигеназе и синтезу простагландина. Могу постојати и други механизми, као што је инхибиција синтезе леукотриена, ослобађање лизозомалног ензима, активност липоксигеназе, агрегација неутрофила и различите функције ћелијске мембране.  Од ових лекова најчешће се користе:
- Ибупрофен који смањује упалу блокирањем синтезе простагландина и смањује температуру делујући на хипоталамусни центар за регулацију температуре. Обично се примењује за благе симптоме артралгије, мијалгије или грознице.

- Напроксен, који је индикован за ублажавање благог до умереног бола. Инхибира инфламаторне реакције и бол смањењем активности циклооксигеназе, што доводи до смањења синтезе простагландина.

- Кетопрофен који се користи за ублажавање благог до умереног бола и упале. Мале дозе су иницијално индиковане код млађих и старијих пацијената и код оних са обољењем бубрега или јетре. Дозе веће од 75 мг не повећавају терапеутске ефекте. Високе дозе треба давати са опрезом и пажљиво посматрајте пацијента дкако че одговорити њих.

Тешки случајеви (захваћеност више система са значајним симптомима) могу захтевати 7 до 10 дана примену кортикостероида.
У неким случајевима, плазмафереза може ублажити серумску болест.
Пацијента треба болнички лечити ако је присутан било који значајни коморбидитет (нпр поодмакло или веома младо доба, имунокомпромитација), ако су присутни неки озбиљни симптоми или хемодинамска нестабилност/хипотензија, или ако је дијагноза нејасна.

## Прогноза
Серумска болест је обично самоограничена и нестаје у року од неколико дана.  Прогноза серумске болести код пацијената без захвата унутрашњих органа је добра,  иако повремени извештаји наводе смртност као резултат прогресивног гломерулонефритиса или тешких неуролошких компликација.
Компликације серумске болести могу укључивати следеће:
- васкулитис
- неуропатију
- акутне повреде бубрега
- гломерулонефритис (ретко)
- анафилаксију
- шок